# 박미현 (배우)
박미현은 대한민국의 배우이다.

## 학력
- 고려대학교 국문학 학사

## 출연 작품

### 영화
- 《너와 나》 (2023년) - 세미의 어머니 역
- 《제비》 (2023년) - 은숙 역
- 《자백》 (2022년) - 호텔 프론트 직원 역
- 《내가 죽던 날》 (2020년) - 가사도우미 역
- 《생일》 (2019년) - 마트 계산대직원 1 역
- 《소년은 기타를 배우기로 했다》 (2015년)
- 《피크닉》 (2014년) - 엄마 역
- 《카트》 (2014년) - 경준 엄마 역
- 《야간비행》 (2014년) - 용주 엄마 역
- 《신촌좀비만화》 (2014년) - 엄마 역
- 《환상속의 그대》 (2013년) - 수 간호사 역
- 《아부의 왕》 (2012년) - 아줌마 2 역
- 《이빨 두 개》 (2011년)
- 《시선 너머》 (2011년) - 준영 엄마 역
- 《아이들...》 (2011년) - 원길 모 역
- 《만추》 (2010년) - 길순 역
- 《탈주》 (2010년) - 미현 역
- 《불안》 (2009년)
- 《황금시대》 (2009년) - 아내 역
- 《어떤 개인 날》 (2009년) - 미현 역
- 《사과》 (2008년) - 선영 역
- 《은하해방전선》 (2007년) - 최 대표 역
- 《후회하지 않아》 (2006년) - 레스토랑 매니저 역
- 《가족의 탄생》 (2006년) - 미현 역
- 《동백꽃》 (2005년) - 여자 역
- 《피로 물든 세계지도》 (2004년) - 여자 역
- 《굿 로맨스》 (2003년) - 미현 역
- 《나랑 자고 싶다고 말해봐》 (2003년) - 아내 역
- 《장화, 홍련》 (2003년) - 친 엄마 역
- 《사자성어》 (2002년) - 레즈비언 역
- 《오! 수정》 (2000년)
- 《워너 비》 (1998년)
- 《나쁜 영화》 (1997년) - 배신 때린 여자 아이 역
- 《아름다운 청년 전태일》 (1995년) - 청계피복 공원 역

### 드라마
- 《자백》 (2019년, tvN) - 나 판사 역
- 《어비스》 (2019년, tvN) - 전생의 세연 어머니 역
- 《WATCHER》 (2019년, OCN) - 조현경 역
- 《부부의 세계》 (2020년, JTBC) - 공지철의 아내 역
- 《본 어게인》 (2020년, KBS2) - 윤정희 역
- 《출사표》 (2020년, KBS2) - 손은실 역
- 《비밀의 숲 2》 (2020년, tvN) - 박광수의 아내 역
- 《청춘기록》 (2020년, tvN) - 조성란 역
- 《드라마 스페셜 - 연애의 흔적》 (2020년, KBS2) - 김 과장 역
- 《로스쿨》 (2021년, JTBC) - 한혜경 역
- 《D.P.》 (2021년, Netflix) - 준호의 어머니 역
- 《홈타운》 (2021년, tvN) - 정경숙 역
- 《갯마을 차차차》 (2021년, tvN) - 유초희의 어머니 역
- 《그 해 우리는》 (2021년, SBS) - 정경희 역
- 《소년심판》 (2022년, Netflix) - 강원중의 아내 역
- 《O'PENing - 바벨 신드롬》 (2022년, tvN) - 김복자 역
- 《사랑의 이해》 (2022년, JTBC) - 심경숙 역
- 《D.P. 시즌2》 (2023년, Netflix) - 안준호의 어머니 역
- 《정신병동에도 아침이 와요》 (2023년, Netflix) - 병희의 어머니 역
- 《백설공주에게 죽음을-Black Out》 (2024년, MBC) - 이재희 역
- 《이토록 친밀한 배신자》 (2024년, MBC) - 김경미 역
- 《페이스 미》 (2024년, KBS2) - 오영숙 역
- 《악연》 (2025년, Netflix) - 천주교 신자 역
- 《탄금》 (2025년, Netflix)
- 《나인 퍼즐》 (2025년, Disney+) - 홍라은 역
- 《오징어게임 3》 (2025, 넷플릭스) - 철의 어머니 역 (특별출연)
- 《착한 사나이》 (2025년, JTBC) - 윤혜숙 역
- 《리버스》 (2025년, Wavve)

### 연극
- 《크리스천스》(2018년)
- 《헤비메탈 걸스》(2013년)
- 《춘천 거기》(2008년)
- 《멜로드라마》(2007년)